# Cerkiew św. Mikołaja w Moskwie (Pierwyj Kotielniczeskij pierieułok)
Cerkiew św. Mikołaja – prawosławna cerkiew w Moskwie, w rejonie Taganskim, w dekanacie Opieki Matki Bożej eparchii moskiewskiej miejskiej Rosyjskiego Kościoła Prawosławnego. Funkcjonuje przy niej przedstawicielstwo Kościoła Prawosławnego Czech i Słowacji przy Patriarchacie Moskiewskim.

## Historia
Na miejscu obecnie czynnej świątyni w XVI w. znajdowała się cerkiew Trójcy Świętej, następnie przemianowana na cerkiew św. Mikołaja. Budowlą sakralną szczególnie opiekowali się Stroganowowie, którzy urządzili w niej rodzinny grobowiec, a w 1688 zbudowali drugi ołtarz Świętych Zozyma i Sawwacjusza Sołowieckich, szczególnie czczonych w rodzinie. Po pożarze Moskwy w 1812 cerkiew odbudował dziedzic majątku Stroganowów w Moskwie książę Siergiej Golicyn. Dwanaście lat później odnowioną budowlę poświęcił metropolita moskiewski Filaret. Odbudowana cerkiew reprezentuje styl empire, a autorem jej projektu był Joseph Bové. W 1873 Jewdokija Winogradowa, wdowa po diakonie, z własnych funduszy opłaciła budowę kolejnego ołtarza pod wezwaniem św. Eudokii, w której mogłyby być odprawiane poranne Święte Liturgie w okresie zimowym.
Według opisu cerkwi z początku XX wieku w świątyni znajdował się szereg ikon powstałych w XVII w.: kopie Kazańskiej oraz Włodzimierskiej Ikony Matki Bożej, wariant Fiodorowskiej Ikony Matki Bożej z postaciami Teodora i Andrzeja Statylatesów. Szczególną czcią otaczano również cztery srebrne krzyże z cząsteczkami relikwii. Większość elementów wyposażenia została zniszczona lub zaginęła w czasie akcji konfiskaty kosztowności cerkiewnych w 1922. Przetrwała jedynie ostatnia z wymienionych ikon, przechowana przez Irinę Czertkową, córkę ostatniego przed rewolucją proboszcza miejscowej parafii.
W okresie radzieckim cerkiew pełniła różne funkcje świeckie, m.in. należała do ministerialnej ekspedycji geologiczno-hydrologicznej. Budynek zwrócono Rosyjskiemu Kościołowi Prawosławnemu w 1992, w tym też roku w świątyni odbyła się pierwsza po latach Święta Liturgia. Siedem lat później obiekt stał się świątynią przedstawicielstwa Kościoła Prawosławnego Czech i Słowacji przy Patriarchacie Moskiewskim. W 1999 budynek uroczyście poświęcili patriarcha moskiewski i całej Rusi Aleksy II oraz metropolita ziem czeskich i Słowacji Doroteusz. W kolejnych latach budowli przywrócono pierwotny wygląd w oparciu o zachowane oryginalne plany i szkice z XIX w.. Nie zrekonstruowano jedynie wnętrza ołtarza św. Eudokii.
Szczególną czcią w cerkwi otaczane są cząstki relikwii największych czeskich świętych prawosławnych – Ludmiły i Wacława.
W 2010 w sąsiedztwie budynku wzniesiono krzyż upamiętniający Stroganowów.